# 布萊斯·戴斯納
布萊斯·戴斯納（1976年4月23日—）是出生於美國俄亥俄州辛辛那提的作曲家、吉他手，和孿生兄弟亞倫·戴斯納一起為美國另類搖滾國民樂團的創始成員。除了樂團，他還為多部電影和戲劇創作配樂，例如與坂本龍一、艾爾瓦·諾托共同合作《神鬼獵人》原聲帶和兄弟合作音樂劇《情聖西哈諾》。
《滾石》在2023年將兄弟二人評選為有史以來第243名的最偉大吉他手。

## 外部連結
- 官方网站